# 21537 Fréchet
21537 Fréchet este un asteroid din centura principală de asteroizi.

## Descriere
21537 Fréchet este un asteroid din centura principală de asteroizi. A fost descoperit pe 15 august 1998 la Prescott (Arizona) de Paul G. Comba. Asteroidul prezintă o orbită caracterizată de o semiaxă mare de 3,07 ua, o excentricitate de 0,14 și o înclinație de 1,2° în raport cu ecliptica.